# Вестергор, Джек
Джек Гётсше Вестергор (дат. Jack Gøtzsche Westergaard; 1908—1975) — датский консервативный политик и бизнесмен.

## Биография
Родился в Копенгагене в семье предпринимателя. Изучал экономику в Копенгагенском университете, получил степень магистра в 1932 году.
Был председателем Консервативной молодёжной национальной организации с 1932 по 1936 года, под его руководством организация сменила идеологию на фашизм. В этот период члены молодёжной организации маршировали по улицам в униформе и сражались с социал-демократами и коммунистами, сам Джек Вестергор выступал за то, чтобы молодёжная организация порвала отношения с Консервативной народной партией и сменила название на «Датскую молодёжь», считал председателя КНП Йохна Кристмаса Мёллера недостойным занимать свой пост; новая организация должна была строиться на националистической, социальной, христианской, антмарксистской, антипарламентаристской основе.
Я с величайшей тревогой и беспокойством смотрю на будущее партии под руководством Кристмаса Мёллера, прежде всего потому что он либерал.Джон Вестергор
Однако руководство Консервативной народной партии не могло потерпеть подобных антидемократических выступлений и было вынуждено снять Джека Вестергора с его поста.
Выступая против существующих порядков, Джек Вестергор вступил в партию Виктора Пюршеля «Национальное сотрудничество», а затем последовал за ним в партию «Датское единство», но в дальнейшем ушёл из политики.
В течение некоторых лет также поддерживал Независимую партию.

## Идеология
Выступал против парламентаризма, марксизма, либерализма, традиционного консерватизма, предпочитая им «национальное рабочее сообщество» и корпоративизм как средство замены классовой борьбы социальной солидарностью.
На националистической, социальной, христианской, антимарксистской и антипарламентаристской основе в эти годы наблюдается подъём датской молодежи и широких кругов населения ― подъём, объединяющий ценности прошлого с новаторскими мыслями о будущемДжек Вестергор

## Научные статьи
- Steinckes Social-Reform. grundlag for den 4. Mødeaften i Aarets Studiekredsarbejde: «Kommunernes Forvaltning og Opgaver» (1931)[3]